# Trimetilsolfonio
Il trimetilsolfonio è uno ione di formula {\displaystyle {\ce {C3H9S+}}} che in condizioni standard si presenta allo stato solido.

## Caratteristiche strutturali e fisiche
Il trimetilsulfonio è un composto solfonico in cui i sostituenti sullo zolfo sono tre gruppi metilici.
| Massa monoisotopica | 77,04249646 u |
| Superficie polare   | 1 Å²          |
| N. di atomi pesanti | 4             |
| Carica formale      | +1            |

## Abbondanza e disponibilità
Si trova naturalmente nella ghiandola intestinale della lepre di mare (A. depilans).

## Reattività e caratteristiche chimiche
Se ne conoscono diversi sali, tra cui:
- cloruro di trimetilsolfonio
- bromuro di trimetilsolfonio
- ioduro di trimetilsolfonio[5]

### Reazioni
{\displaystyle {\ce {C7H11N5O4 + C3H9S+ -> H^+ + C2H6S + C8H13N5O4}}}
{\displaystyle {\ce {C15C22N6O5S + C2H6S -> C14H20N6O5S + C3H9S+}}}
{\displaystyle {\ce {C3H9S^+ + C7H11N5O4 -> H^+ + C2H6S + C8H13N5O4}}}

### Spettri analitici
- 1D NMR[10]
- 13C NMR[11]
- MS-MS[12]
- LC-MS[13]

## Farmacologia e tossicologia

### Farmacodinamica
Il composto ha dimostrato di avere capacità inibitorie delle risposte colinergiche.

## Applicazioni
I suoi composti vengono utilizzati come reagenti e nelle estrazioni. Il glifosato, un erbicida, viene spesso fornito sotto forma di sale di trimetilsulfonio.